# Луговое (Спасский район)
В Кировском районе Приморья тоже есть село Луговое
В Хорольском районе Приморья есть село Луговой
Лугово́е — село в Спасском районе Приморского края. Входит в состав Спасского сельского поселения.

## География
Село Луговое стоит в пойме озера Ханка, до берега около 6 км, до левого берега реки Спасовка около 3 км.
Дорога к селу Луговое идёт на северо-запад от села Степное. Расстояние до города Спасск-Дальний (через Степное и Спасское) около 17 км.
От села Луговое на северо-запад идёт дорога к сёлам Новосельское и Лебединое.

## Население
| 1959 | 1970 | 1979 | 2002 | 2003 | 2010 |
| ---- | ---- | ---- | ---- | ---- | ---- |
| 200  | ↗300 | ↘205 | ↘121 | ↗137 | ↘78  |

## Улицы
| - ул. Борисова, - ул. Комсомольская, - ул. Кубанская, | - ул. Ленина, - ул. Садовая, - ул. Центральная. |

## Экономика
Сельскохозяйственные предприятия Спасского района, рисоводство.